# Jazz Jackrabbit
 (août 2021).
Si vous disposez d'ouvrages ou d'articles de référence ou si vous connaissez des sites web de qualité traitant du thème abordé ici, merci de compléter l'article en donnant les références utiles à sa vérifiabilité et en les liant à la section « Notes et références ».

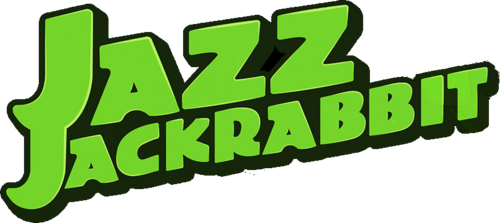
Logo de Jazz Jackrabbit.

Jazz Jackrabbit est une série de jeux vidéo de plateforme mettant en scène le personnage éponyme, Jazz Jackrabbit, un lièvre anthropomorphe vert, qui se bat avec son ennemi juré, Devan Shell, dans une parodie de science-fiction de la fable Le Lièvre et la Tortue. Créée par Arjan Brussee (en) et Cliff Bleszinski et développée par Epic Games, la série a débuté sur MS-DOS en 1994 avec Jazz Jackrabbit. La série se compose de deux jeux pour ordinateur et d'un jeu pour console portable. 

## Jeux

### Jazz Jackrabbit(1994)
Le premier jeu Jazz Jackrabbit a été développé et publié par Epic MegaGames et est sorti en 1994 pour MS-DOS. Jazz devait sauver la princesse de Carrotus, Eva Earlong, qui avait été enlevée par son ennemi juré, Devan Shell. L'édition shareware a été extrêmement populaire et le jeu a été nommé jeu d'arcade de l'année par PC Format. 

### Jazz Jackrabbit 2(1998)
Une suite, Jazz Jackrabbit 2, a été développée par Orange Games et Epic MegaGames, publiée dans le monde entier par Gathering of Developers et commercialisée en 1998 par Project 2 Interactive en Europe et P&A au Japon. Jazz et son frère, Spaz, font équipe pour récupérer l'alliance volée à Eva. Malgré un succès modéré en Europe, c'est le premier jeu sur lequel Gathering of Developers a perdu de l'argent. 

### Jazz Jackrabbit 3
Jazz Jackrabbit 3 (alternativement appelé Jazz Jackrabbit 3D: Adventures of a Mean Green Hare) est le jeu annulé de la série. Dirigé par Dean "Noogy" Dodrill (un animateur de Jazz Jackrabbit 2) et codé par World Tree Games, il était en cours de développement pour la technologie originale Unreal Engine en 1999. Comme le nom alternatif du jeu l'indique, Jazz se serait aventuré dans le domaine de la 3D pour la première fois. Le jeu était prévu pour une sortie sur PC et PlayStation 2.
Le développement du jeu a été interrompu à mi-chemin en mai 2000, Epic Games n'ayant pas réussi à trouver un éditeur. Depuis lors, l'alpha a fait l'objet de fuites sur Internet. Spaz et Lori, tous deux issus du jeu précédent, devaient également être jouables, mais seul Jazz est jouable dans l'alpha.
Après les événements de Jazz Jackrabbit 2, Jazz Jackrabbit et sa femme, Eva Earlong, s'installent au château de Carrotus et deviennent parents. Devan Shell, l'antagoniste principal de la série, kidnappe leurs enfants, les emmenant dans un univers alternatif via la machine à remonter le temps du jeu précédent.
Jazz Jackrabbit 3 est un jeu de tir à la troisième personne avec des éléments de jeu de plateforme et d'aventure. La souris est utilisée pour viser et tirer, tandis que le clavier permet de déplacer Jazz dans le monde. Jazz peut tirer avec son arme, ou charger un tir plus puissant. L'arsenal de Jazz peut être étendu grâce aux pièces collectées pour acheter de nouvelles armes et les combiner avec des « cellules de rêve » élémentaires pour créer divers effets d'armes. Dans la version alpha, seules les Dream Cells de feu et de glace peuvent être acquises, et sont utilisables avec deux armes (le Blaster standard et le Gizmo Gun). Lorsque Jazz se déplace dans un niveau, il laisse des traces de pas sur le sol.
Contrairement aux précédents volets, Jazz Jackrabbit 3 ne comporte pas de niveaux. Au lieu de cela, il est divisé en sections, comme Super Metroid. À des points spécifiques de la carte, le joueur peut aller et venir entre ces sections. Chaque nouvelle zone visitée est précédée de son nom. 

### Jazz Jackrabbit(2002)
Jazz Jackrabbit, développé par Game Titan (en) et publié par Jaleco sous licence d'Epic Games, est sorti sur Game Boy Advance en 2002. En tant que reboot de la série, plusieurs changements ont été apportés au design général, orienté vers la science-fiction cosmique inspirée de Star Wars[réf. nécessaire]. L'apparence de Jazz a été modifiée : il a perdu son bandana, son sac à dos et ses bracelets, pour ressembler à Han Solo, et son pistolet bleu a été remplacé par des armes conventionnelles. Eva Earlong est absente du jeu et Devan Shell, dont l'apparence ressemble à celle de Dark Vador, est désormais connu sous le nom de Dark Shell. 

### Autres apparitions
Jazz, Devan et Eva ont fait une apparition dans One Must Fall: 2097, développé par Diversions Entertainment et publié par Epic MegaGames, en mode tournoi solo. Chaque personnage pilotait un mécha de combat adapté à sa personnalité. Jazz Jackrabbit 2 a également un caméo de One Must Fall: 2097.
À un moment donné, Epic MegaGames a envisagé de créer une série animée basée sur Jazz Jackrabbit, comme en témoigne le dépôt par Epic d'une marque déposée pour le nom « Jazz Jackrabbit » le 28 mars 1997. La demande contient une description des produits et services qui dit « divertissement dans la nature des séries télévisées animées »,,.
En décembre 2010, Epic Games a publié des kits de développement pour l'Unreal Engine pour iOS. L'un des didacticiels de ces kits de développement présente Jazz Jackrabbit comme un jeu de tir à deux bâtons de haut en bas,.
Un easter egg Jazz Jackrabbit est apparu dans Fortnite, un jeu sorti en 2017 par Epic Games. 